# Neostylopyga unicolor
Neostylopyga unicolor är en kackerlacksart som beskrevs av Karlis Princis 1966. Neostylopyga unicolor ingår i släktet Neostylopyga och familjen storkackerlackor. Inga underarter finns listade i Catalogue of Life.